# Cộng hòa Xã hội chủ nghĩa Xô viết Krym
Cộng hòa Xã hội chủ nghĩa Xô viết Krym  (tiếng Nga: Крымская Социалистическая Советская Республика hay Крымская Советская Социалистическая Республика; tiếng Tatar Krym: Qırım Şuralar Sotsialistik Cumhuriyeti) hoặc Cộng hòa Xô viết Xã hội chủ nghĩa Krym là một nước liên bang của Nga Xô viết đã tồn tại trong vài tháng vào năm 1919 của nội chiến Nga. Đó là chính phủ thứ hai Bolshevik ở Krym và thủ đô là Simferopol.

## Chính phủ
- Chủ tịch Hội đồng - Dmitry Ulyanov
- Narkom Quân đội Hải quân - Pavel Dybenko, chỉ huy Hồng quân Krym
- Narkom Tuyên truyền và kích động - Alexandra Kollontai
- Narkom Chăm sóc sức khỏe - Dmitry Ulyanov
- Narkom Khai sáng nhân dân - Ivan Nazukin
- Narkom Tòa án - I.Ibrahimov
- Narkom Đất canh tác - S. Idrisov
- Narkom Bộ Ngoại giao - S. Memetov